# イネオス・グレナディアス

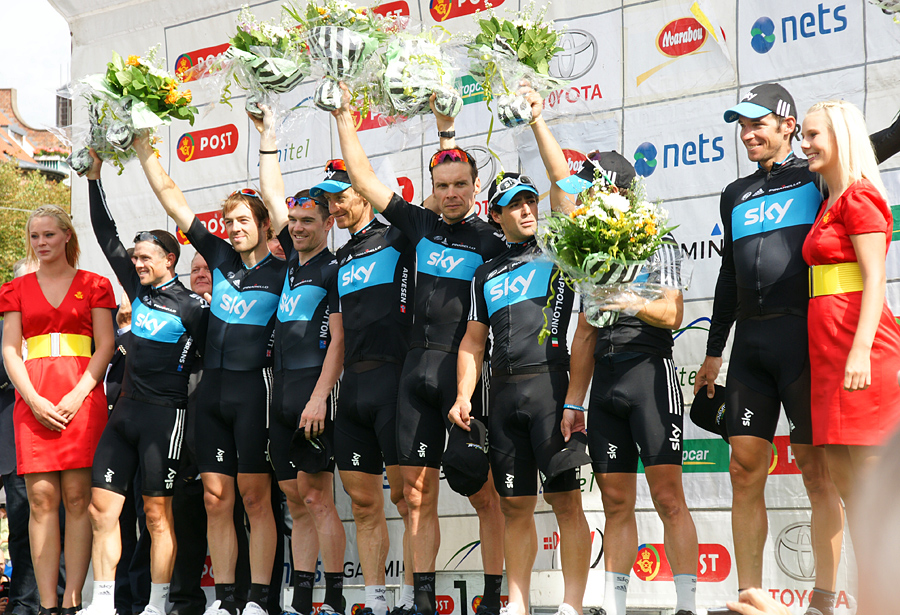
チームスカイ（Team Sky)

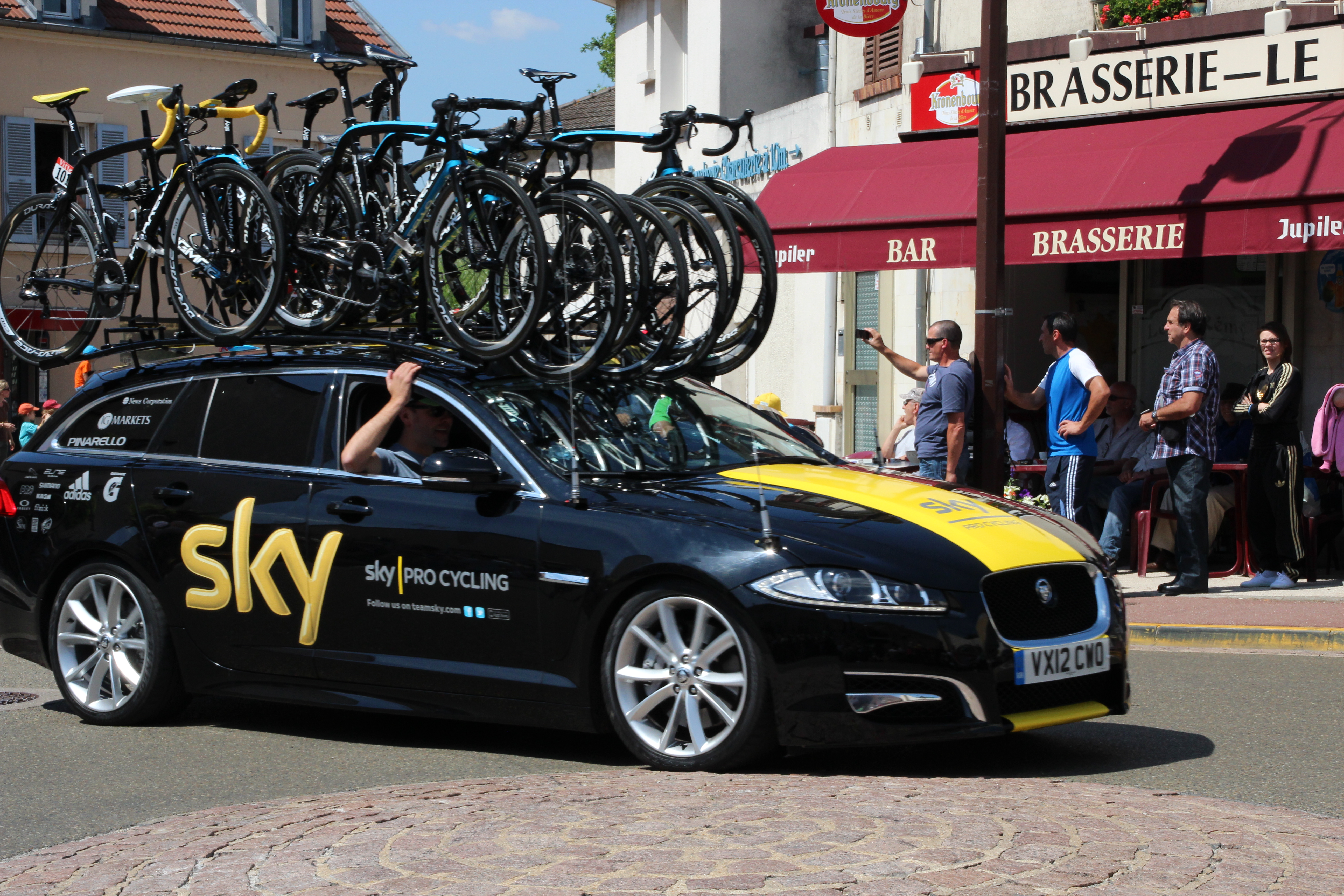
サポートカー（2012）

イネオス・グレナディアス（Ineos Grenadiers）は、イギリスに籍を置く、自転車競技、ロードレースチーム。UCIワールドチームの一つである。
2010年にイギリスのテレビ局スカイをメインスポンサーとして設立。イギリス人初のツール・ド・フランス総合優勝者の5年以内の輩出を標榜し、2012年にブラッドリー・ウィギンス、2013年にクリス・フルームが総合優勝を果たし、2019年までにチームとしてツール・ド・フランス総合7勝を達成。また、国内ロードレースのレベルアップも目的にしている。
『イギリスのチーム』が徹底されており、2019年5月1日にメインスポンサーはイギリスのテレビ局スカイからイギリスの化学企業イネオスへと受け継がれ、チーム名はチーム・イネオス (Team Ineos) となった。チームのサポートカーはイギリス発祥の自動車メーカージャガーを利用していた。
今まで一度でもドーピング陽性となった選手、スタッフには声をかけず、過去の違反であっても発覚した場合は解雇、という厳しい反ドーピング姿勢を打ち出している一方で、 MPCC(世界アンチドーピング倫理運動)には加盟していない。

## 主な実績

### 2010年
- パリ～ルーベ 3位 フアン・アントニオ・フレチャ
- ジロ・デ・イタリア 区間優勝 ブラッドリー・ウィギンス（第1ステージ、個人タイムトライアル）
- ツール・ド・ワロニー 総合優勝 ラッセル・ダウニング
- オランダ・フード・ヴァリー・クラシック 優勝 エドヴァルド・ボアソン・ハーゲン
- イギリス選手権 優勝 ゲラント・トーマス（ロードレース）、ブラッドリー・ウィギンス（個人タイムトライアル）
- ノルウェー選手権 優勝 クルトアスル・アルヴェセン（ロードレース）

### 2011年
- ロンド・ファン・フラーンデレン 10位 ゲラント・トーマス
- リエージュ〜バストーニュ〜リエージュ 5位 リゴベルト・ウラン
- バイエルン一周 総合優勝 ゲラント・トーマス
- クリテリウム・デュ・ドフィネ 総合優勝 ブラッドリー・ウィギンス
- デンマーク一周 総合優勝 サイモン・ジェラン
- エネコ・ツアー 総合優勝 エドヴァルド・ボアソン・ハーゲン
- イギリス選手権 優勝 ブラッドリー・ウィギンス（ロードレース）、アレックス・ダウセット（個人タイムトライアル）
- ブエルタ・ア・エスパーニャ
  - 総合2位  総合優勝 クリス・フルーム
  - 総合3位 総合2位 ブラッドリー・ウィギンス

### 2012年
- パリ〜ニース 総合優勝 ブラッドリー・ウィギンス
- パリ～ルーベ 4位 フアン・アントニオ・フレチャ
- ツール・ド・ロマンディ 総合優勝 ブラッドリー・ウィギンス
- バイエルン一周 総合優勝　マイケル・ロジャース
- クリテリウム・デュ・ドフィネ 総合優勝 ブラッドリー・ウィギンス
- イギリス選手権 優勝 イアン・スタナード（ロードレース）、アレックス・ダウセット（個人タイムトライアル）
- ツール・ド・フランス
  - 総合優勝 ブラッドリー・ウィギンス
  - 総合2位 クリス・フルーム
- ロンドン五輪個人タイムトライアル
  -  優勝 ブラッドリー・ウィギンス
  -  3位 クリス・フルーム
- イル・ロンバルディア 3位 リゴベルト・ウラン、5位  セルヒオ・エナオ

### 2013年
- パリ〜ニース 総合優勝 リッチー・ポート
- クリテリウム・アンテルナシオナル 総合優勝 クリス・フルーム
- ミラノ～サンレモ 6位 イアン・スタナード
- ツール・ド・ロマンディ 総合優勝 クリス・フルーム
- ジロ・デ・イタリア 総合2位 リゴベルト・ウラン（第10ステージ優勝）
- クリテリウム・デュ・ドフィネ 総合優勝 クリス・フルーム
- ノルウェー選手権 優勝 エドヴァルド・ボアソン・ハーゲン（個人タイムトライアル）
- ベラルーシ選手権 優勝 カンスタンツィン・シウツォウ（個人タイムトライアル）
- ツール・ド・フランス 総合優勝 クリス・フルーム

### 2014年
- ツアー・ダウンアンダー 区間優勝 リッチー・ポート（第5ステージ）
- ミラノ～サンレモ 3位 ベン・スウィフト
- ロンド・ファン・フラーンデレン 8位 ゲラント・トーマス
- パリ～ルーベ 7位 ゲラント・トーマス、9位 ブラッドリー・ウィギンス
- バスク一周 区間優勝 ベン・スウィフト（第5ステージ）
- ツール・ド・ロマンディ 総合優勝 クリス・フルーム（第5ステージ・個人タイムトライアル優勝）
- バイエルン一周 総合優勝 ゲラント・トーマス（第4ステージ・個人タイムトライアル優勝）
- クリテリウム・デュ・ドフィネ 区間優勝 クリス・フルーム（第1・個人タイムトライアル, 第2ステージ）、ミケル・ニエベ（第8ステージ）
- ベラルーシ選手権 優勝　カンスタンツィン・シウツォウ（個人タイムトライアル）
- イギリス選手権 優勝 ブラッドリー・ウィギンス（個人タイムトライアル）、ピーター・ケノー（ロードレース）
- ブエルタ・ア・エスパーニャ
  - 総合2位、 総合敢闘賞 クリス・フルーム
- コモンウェルスゲームズ 優勝 ゲラント・トーマス（ロードレース）
- 世界選手権自転車競技大会ロードレース 優勝 ブラッドリー・ウィギンス（個人タイムトライアル）

### 2015年
- オーストラリア選手権 優勝 リッチー・ポート（個人タイムトライアル）
- ツアー・ダウンアンダー 区間優勝 リッチー・ポート（第5ステージ）
- パリ〜ニース 総合優勝 リッチー・ポート 区間2勝（第4，7（個人タイムトライアル））
- ティレーノ～アドリアティコ 区間優勝 ワウト・プルス（第4ステージ）
- E3・ハレルベーク 優勝 ゲラント・トーマス
- パリ～ルーベ 8位 ルーク・ロウ
- カタルーニャ一周 総合優勝 リッチー・ポート
- リエージュ〜バストーニュ〜リエージュ 7位 セルヒオ・エナオ
- ツール・ド・ロマンディ 区間優勝 ラーシュ・ペター・ノードハウグ（第1ステージ・個人タイムトライアル）
- ジロ・デ・イタリア 区間優勝 エリア・ヴィヴィアーニ（第2ステージ）、ヴァシル・キリエンカ（第14ステージ（個人タイムトライアル））
- クリテリウム・デュ・ドフィネ 総合優勝 クリス・フルーム（第7,8ステージ優勝) 区間優勝 ピーター・ケノー（第1ステージ）
- ベラルーシ選手権 優勝 ヴァシル・キリエンカ（個人タイムトライアル）
- イギリス選手権 優勝 ピーター・ケノー（ロードレース）
- ツール・ド・フランス 総合優勝 クリス・フルーム（第10ステージ優勝）
- ツール・ド・ポローニュ 区間優勝 セルヒオ・エナオ（第6ステージ）
- エネコ・ツアー 区間優勝 エリア・ヴィヴィアーニ（第1ステージ）
- ブエルタ・ア・エスパーニャ 区間優勝 ニコラス・ロッシュ（第18ステージ）
- 世界選手権 優勝 ヴァシル・キリエンカ（個人タイムトライアル）
- イル・ロンバルディア 9位  セルヒオ・エナオ

### 2016年
- パリ〜ニース 総合優勝 ゲラント・トーマス
- ミラノ～サンレモ 2位 ベン・スウィフト
- E3・ハレルベーク 優勝 ミハウ・クフャトコフスキ
- ロンド・ファン・フラーンデレン 5位 ルーク・ロウ
- パリ～ルーベ 3位 イアン・スタナード
- カタルーニャ一周 区間優勝 ワウト・ポエルス（第5ステージ）
- バスク一周 区間優勝 ミケル・ランダ（第2ステージ）
- リエージュ〜バストーニュ〜リエージュ 優勝 ワウト・プルス
- ツール・ド・ロマンディ 区間優勝 クリス・フルーム（第4ステージ）
- ジロ・デ・イタリア 区間優勝 ミケル・ニエベ（第13ステージ）
- クリテリウム・デュ・ドフィネ 総合優勝 クリス・フルーム（第5ステージ優勝）
- アイルランド選手権 優勝 ニコラス・ロッシュ（ロードレース、個人タイムトライアル）
- チェコ選手権 優勝 レオポルト・ケーニヒ（個人タイムトライアル）
- ツール・ド・フランス 総合優勝 クリス・フルーム（第8,18（個人タイムトライアル）ステージ優勝）
- リオデジャネイロ五輪個人タイムトライアル
  -  3位 クリス・フルーム
- ブエルタ・ア・エスパーニャ 総合2位 クリス・フルーム（第1（個人タイムトライアル）,11,19（個人タイムトライアル）ステージ優勝）

### 2017年
- コロンビア選手権 優勝 セルヒオ・エナオ（ロードレース）
- ストラーデ・ビアンケ 優勝 ミハウ・クフャトコフスキ
- ミラノ～サンレモ 優勝 ミハウ・クフャトコフスキ
- パリ～ニース 総合優勝 セルヒオ・エナオ
- ティレーノ〜アドリアティコ 区間優勝 ゲラント・トーマス（第2ステージ）
- パリ～ルーベ 5位 ジャンニ・モスコン
- リエージュ〜バストーニュ〜リエージュ 3位 ミハウ・クフャトコフスキ
- ジロ・デ・イタリア 山岳賞 ミケル・ランダ（第19ステージ優勝）
- ハンマー・シリーズ リンブルフ 総合優勝
- クリテリウム・デュ・ドーフィネ 区間優勝 ピーター・ケノー（第7ステージ）
- ポーランド選手権 優勝 ミハウ・クフャトコフスキ（個人タイムトライアル）
- イタリア選手権 優勝 ジャンニ・モスコン（個人タイムトライアル）
- ツール・ド・フランス
  -  総合優勝 クリス・フルーム
  - 区間優勝 ゲラント・トーマス（第1ステージ（個人タイムトライアル））
- クラシカ・サンセバスティアン 優勝 ミハウ・クフャトコフスキ
- ツール・ド・ポローニュ
  -  山岳賞 ディエゴ・ローザ
  - 区間優勝 ダニー・ファン・ポッペル（第5ステージ）、ワウト・プルス（第7ステージ）
- ユーロアイズ・サイクラシックス 優勝 エリア・ヴィヴィアーニ
- ブエルタ・ア・エスパーニャ  総合優勝、  ポイント賞、  複合賞 クリス・フルーム（第9,16ステージ優勝）
- ブルターニュ・クラシック 優勝 エリア・ヴィヴィアーニ
- イル・ロンバルディア 3位 ジャンニ・モスコン、8位 ミケル・ニエベ

### 2018年
- ツアー・ダウンアンダー  新人賞 エガン・ベルナル
- コロンビア選手権 優勝 セルヒオ・エナオ（ロードレース）、エガン・ベルナル（個人タイムトライアル）
- パリ〜ニース 区間優勝 ワウト・プルス（第4ステージ）、ダビド・デ・ラ・クルス（第8ステージ）
- ティレーノ〜アドリアティコ  総合優勝 ミハウ・クフャトコフスキ
- リエージュ〜バストーニュ〜リエージュ 9位 セルヒオ・エナオ
- ツール・ド・ロマンディ  新人賞 エガン・ベルナル（第3ステージ（個人タイムトライアル）優勝）
- ツアー・オブ・カリフォルニア  総合優勝、 新人賞 エガン・ベルナル（第2ステージ優勝）
- ジロ・デ・イタリア
  -  総合優勝、 山岳賞 クリス・フルーム（第14,19ステージ優勝）
- クリテリウム・デュ・ドーフィネ
  -  総合優勝 ゲラント・トーマス
  - 区間優勝 ミハウ・クフャトコフスキ（プロローグ）、チームタイムトライアル（第3ステージ）
- スペイン選手権 優勝 ホナタン・カストロビエホ（個人タイムトライアル）
- ポーランド選手権 優勝 ミハウ・クフャトコフスキ（ロードレース）
- オランダ選手権 優勝 ディラン・ファンバーレ（個人タイムトライアル）
- イギリス選手権 優勝 ゲラント・トーマス（個人タイムトライアル）
- ツール・ド・フランス
  -  総合優勝 ゲラント・トーマス（第11,12ステージ優勝）
  - 総合3位 クリス・フルーム
- ツール・ド・ポローニュ  総合優勝、 ポイント賞 ミハウ・クフャトコフスキ（第4,5ステージ優勝）
- ツアー・オブ・広西  総合優勝、 新人賞 ジャンニ・モスコン（第5ステージ優勝）

### 2019年
- パリ～ニース  総合優勝、 新人賞 エガン・ベルナル
- ミラノ～サンレモ 3位 ミハウ・クフャトコフスキ
- リエージュ〜バストーニュ〜リエージュ 10位 ワウト・プルス
- ツアー・オブ・ジ・アルプス
  -  総合優勝、新人賞 パヴェル・シヴァコフ（第2ステージ優勝）
  - 区間優勝　テイオ・ゲイガンハート（第1,4ステージ）
- ジロ・デ・イタリア 総合9位 パヴェル・シヴァコフ
- ツール・ド・ヨークシャー 総合優勝、ポイント賞 クリストファー・ローレス（英語版）
- クリテリウム・デュ・ドーフィネ 区間優勝 ワウト・プルス（第7ステージ）、ディラン・ファンバーレ（第8ステージ）
- ツール・ド・スイス  総合優勝 エガン・ベルナル（第7ステージ優勝）
- イタリア選手権 優勝 フィリッポ・ガンナ（個人タイムトライアル）
- スペイン選手権 優勝 ホナタン・カストロビエホ（個人タイムトライアル）
- イギリス選手権 優勝 ベン・スウィフト（ロードレース）
- ツール・ド・フランス
  -  総合優勝、 新人賞 エガン・ベルナル
  - 総合2位 ゲラント・トーマス
- ツール・ド・ポローニュ  総合優勝 パヴェル・シヴァコフ
- ビンクバンク・ツアー　区間優勝 フィリッポ・ガンナ（第6ステージ・個人タイムトライアル）
- イル・ロンバルディア 3位 エガン・ベルナル

### 2020年
- ルート・ドクシタニー 総合優勝 エガン・ベルナル（第3ステージ優勝）
- ツール・ド・ポローニュ 区間優勝 リチャル・カラパス（第3ステージ）
- イタリア選手権 優勝 フィリッポ・ガンナ（個人タイムトライアル）
- セッティマーナ・インテルナツィオナーレ・ディ・コッピ・エ・バルタリ 総合優勝 ジョナタン・ナルバエス（第3ステージ優勝）
- ティレーノ〜アドリアティコ 区間優勝 フィリッポ・ガンナ（第8ステージ・個人タイムトライアル）
- 世界選手権  優勝 フィリッポ・ガンナ（個人タイムトライアル）
- ツール・ド・フランス 区間優勝 ミハウ・クフャトコフスキ（第18ステージ）
- ジロ・デ・イタリア
  -  総合優勝、 ヤングライダー賞 テイオ・ゲイガンハート（第15,20ステージ優勝）
  - 区間優勝 フィリッポ・ガンナ（第1ステージ・個人タイムトライアル、第5ステージ、第14,21ステージ・個人タイムトライアル）、ジョナタン・ナルバエス（第12ステージ）

- リエージュ〜バストーニュ〜リエージュ 10位 ミハウ・クファトコフスキ
- ロンド・ファン・フラーンデレン 8位 ディラン・ファン・バールレ
- ブエルタ・ア・エスパーニャ 総合2位 リチャル・カラパス

### 2021年
- UAEツアー 区間優勝 フィリッポ・ガンナ（第2ステージ・個人タイムトライアル）
- ストラーデ・ビアンケ 3位 エガン・ベルナル、5位 トム・ピドコック
- ボルタ・ア・カタルーニャ
  -  総合優勝 アダム・イェーツ（第3ステージ優勝）
  - 総合2位 リッチー・ポート
  - 総合3位 ゲラント・トーマス
  - 区間優勝 ローハン・デニス（第2ステージ・個人タイムトライアル）
- ドワルス・ドール・フラーンデレン 優勝 ディラン・ファン・バールレ
- ロンド・ファン・フラーンデレン 10位 ディラン・ファン・バールレ
- パリ～ルーベ 4位 ジャンニ・モスコン
- ツール・ド・ロマンディ
  -  総合優勝 ゲラント・トーマス
  - 総合2位 リッチー・ポート
  - 区間優勝 ローハン・デニス（プロローグ）
- ツアー・オブ・ノルウェー  総合優勝 イーサン・ヘイター（英語版） （第1,第2ステージ優勝)
- ジロ・デ・イタリア
  -  総合優勝、 ヤングライダー賞 エガン・ベルナル（第9,16ステージ優勝）
  - 総合5位 ダニエル・フェリペ・マルティネス
  - 区間優勝 フィリッポ・ガンナ（第1ステージ・個人タイムトライアル,第21ステージ・個人タイムトライアル）
- クリテリウム・デュ・ドーフィネ
  -  総合優勝 リッチー・ポート
  - 総合3位 ゲラント・トーマス（第5ステージ優勝）
- ツール・ド・スイス  総合優勝 リチャル・カラパス（第5ステージ優勝）
- イギリス選手権 優勝 イーサン・ヘイター（英語版） （個人タイムトライアル）、ベン・スウィフト（ロードレース）
- ツール・ド・フランス 総合3位 リチャル・カラパス
- 東京五輪
  - ロードレース  優勝 リチャル・カラパス
  - 個人タイムトライアル  3位 ローハン・デニス
- ブエルタ・ア・エスパーニャ
  - 総合4位 アダム・イェーツ
  - 総合6位 エガン・ベルナル
- 世界選手権  優勝 フィリッポ・ガンナ（個人タイムトライアル）
- イル・ロンバルディア 3位  アダム・イェーツ

### 2022年
- オーストラリア選手権 優勝 ルーク・プラップ（英語版）（ロードレース）
- コロンビア選手権 優勝 ダニエル・フェリペ・マルティネス（個人タイムトライアル）
- エクアドル選手権 優勝 リチャル・カラパス（個人タイムトライアル）
- ストラーデ・ビアンケ 6位 ジョナタン・ナルバエス
- ティレーノ〜アドリアティコ 区間優勝 フィリッポ・ガンナ（第1ステージ・個人タイムトライアル）
- セッティマーナ・インテルナツィオナーレ・ディ・コッピ・エ・バルタリ 総合優勝 エディ・ダンバー（英語版）
- ボルタ・ア・カタルーニャ 区間優勝 リチャル・カラパス（第6ステージ）
- ロンド・ファン・フラーンデレン 2位 ディラン・ファン・バールレ
- イツリア・バスク・カントリー
  -  総合優勝 ダニエル・フェリペ・マルティネス（第4ステージ優勝）
  - 区間優勝 カルロス・ロドリゲス（英語版）（第5ステージ）
- アムステルゴールドレース 優勝 ミハウ・クフャトコフスキ
- パリ〜ルーベ 優勝 ディラン・ファン・バーレ
- リエージュ〜バストーニュ〜リエージュ 4位 ダニエル・フェリペ・マルティネス
- ツール・ド・ロマンディ 区間優勝 イーサン・ヘイター（英語版） （プロローグ,第2ステージ）
- ツール・ド・ハンガリー 総合優勝 エディ・ダンバー（英語版）
- ジロ・デ・イタリア 総合2位 リチャル・カラパス
- クリテリウム・デュ・ドーフィネ 区間優勝 フィリッポ・ガンナ（第4ステージ・個人タイムトライアル）
- ツール・ド・スイス  総合優勝 ゲラント・トーマス
- イタリア選手権 優勝 フィリッポ・ガンナ（個人タイムトライアル）
- イギリス選手権 優勝 イーサン・ヘイター（英語版）（個人タイムトライアル）
- スペイン選手権 優勝 カルロス・ロドリゲス（英語版）（ロードレース）
- ツール・ド・フランス
  - 総合3位 ゲラント・トーマス
  - 区間優勝 トム・ピドコック（第12ステージ）
- ツール・ド・ポローニュ  総合優勝 イーサン・ヘイター（英語版）
- ブエルタ・ア・ブルゴス 総合優勝 パヴェル・シヴァコフ
- ドイツ・ツアー 総合優勝 アダム・イェーツ（第3ステージ優勝）
- ブエルタ・ア・エスパーニャ
  - 総合7位 カルロス・ロドリゲス（英語版）
  -  山岳賞 リチャル・カラパス（第12ステージ,第14ステージ,第20ステージ優勝）
- イル・ロンバルディア 5位  カルロス・ロドリゲス（英語版）、10位 アダム・イェーツ

### 2023年
- オーストラリア選手権 優勝 ルーク・プラップ（英語版）（個人タイムトライアル）
- ブエルタ・ア・サンフアン 総合優勝 フィリッポ・ガンナ（第5ステージ優勝)
- ヴォルタ・アン・アルガルヴェ 総合優勝 ダニエル・フェリペ・マルティネス
- ストラーデ・ビアンケ 優勝 トム・ピドコック
- ティレーノ〜アドリアティコ 区間優勝 フィリッポ・ガンナ（第1ステージ・個人タイムトライアル）
- ミラノ～サンレモ 2位 フィリッポ・ガンナ
- パリ〜ルーベ 6位 フィリッポ・ガンナ
- イツリア・バスク・カントリー 区間優勝 イーサン・ヘイター（英語版） （第1ステージ）
- リエージュ〜バストーニュ〜リエージュ 2位 トム・ピドコック
- ツアー・オブ・ジ・アルプス  総合優勝 テイオ・ゲイガンハート（第1,2ステージ優勝)
- ツール・ド・ロマンディ 区間優勝 イーサン・ヘイター（英語版） （第2ステージ）
- ジロ・デ・イタリア
  - 総合2位 ゲラント・トーマス
  - 総合6位 テイメン・アレンスマン（英語版）
- ツアー・オブ・ノルウェー
  -  総合優勝 ベン・トゥレット（英語版）（プロローグ優勝）
  - 総合2位 マグヌス・シェフィールド（英語版）
- イギリス選手権 優勝 ジョシュア・ターリング（英語版）（個人タイムトライアル）
- ポーランド選手権 優勝 ミハウ・クフャトコフスキ（個人タイムトライアル）
- イタリア選手権 優勝 フィリッポ・ガンナ（個人タイムトライアル）
- スペイン選手権 優勝 ホナタン・カストロビエホ（個人タイムトライアル）
- ツアー・オブ・オーストリア  総合優勝 ジョナタン・ナルバエス（第2,第3,第5ステージ優勝）
- ツール・ド・フランス
  - 総合5位 カルロス・ロドリゲス（英語版）（第14ステージ優勝）
  - 区間優勝 ミハウ・クフャトコフスキ（第13ステージ）
- ツール・ド・ワロニー 総合優勝 フィリッポ・ガンナ（第1,第4（個人タイムトライアル）ステージ優勝）
- レネウィ・ツアー 区間優勝 ジョシュア・ターリング（英語版）（第2ステージ・個人タイムトライアル）
- ブエルタ・ア・エスパーニャ 区間優勝 フィリッポ・ガンナ（第10ステージ・個人タイムトライアル）
- ツアー・オブ・広西 区間優勝 エリア・ヴィヴィアーニ（第1ステージ）
- ヨーロッパ選手権 優勝 ジョシュア・ターリング（英語版）(個人タイムトライアル）
- クロノ・デ・ナシオン 優勝 ジョシュア・ターリング（英語版）
- イル・ロンバルディア 7位  カルロス・ロドリゲス（英語版）

### 2024年
- エクアドル選手権 優勝 ジョナタン・ナルバエス
- ストラーデ・ビアンケ 4位 トム・ピドコック
- ロンド・ファン・フラーンデレン 6位 マグヌス・シェフィールド（英語版）
- イツリア・バスク・カントリー 区間優勝 カルロス・ロドリゲス（英語版）（第6ステージ）
- アムステルゴールドレース 優勝 トム・ピドコック
- リエージュ〜バストーニュ〜リエージュ 10位 トム・ピドコック
- ツール・ド・ロマンディ  総合優勝 カルロス・ロドリゲス（英語版）
- ジロ・デ・イタリア
  - 総合3位 ゲラント・トーマス
  - 総合6位 テイメン・アレンスマン（英語版）
  - 区間優勝 ジョナタン・ナルバエス（第1ステージ）、フィリッポ・ガンナ（第14ステージ・個人タイムトライアル）
- クリテリウム・デュ・ドーフィネ 区間優勝 カルロス・ロドリゲス（英語版）（第8ステージ）
- イギリス選手権 優勝 ジョシュア・ターリング（英語版）（個人タイムトライアル）、イーサン・ヘイター（英語版）（ロードレース）
- イタリア選手権 優勝 フィリッポ・ガンナ（個人タイムトライアル）
- ツール・ド・フランス
  - 総合7位 カルロス・ロドリゲス（英語版）
- パリ五輪個人タイムトライアル
  -  2位 フィリッポ・ガンナ
  - 4位 ジョシュア・ターリング（英語版）
- ブエルタ・ア・エスパーニャ
  - 総合10位 カルロス・ロドリゲス（英語版）

### 2025年
- コロンビア選手権 優勝 エガン・ベルナル（個人タイムトライアル・ロードレース）
- UAEツアー 区間優勝 ジョシュア・ターリング（英語版）（第2ステージ・個人タイムトライアル）
- ティレーノ〜アドリアティコ 区間優勝 フィリッポ・ガンナ（第1ステージ・個人タイムトライアル）
- パリ〜ニース 区間優勝 マグナス・シェフィールド（英語版）（第8ステージ）
- ミラノ〜サンレモ 2位 フィリッポ・ガンナ
- ロンド・ファン・フラーンデレン 8位 フィリッポ・ガンナ
- イツリア・バスク・カントリー 区間優勝 カレブ・ユアン（第2ステージ）
- リエージュ〜バストーニュ〜リエージュ 8位 アクセル・ローレンス（英語版）
- ツール・ド・ロマンディ 区間優勝 サミュエル・ワトソン（英語版）（プロローグ）
- ジロ・デ・イタリア
  - 総合6位 エガン・ベルナル
  - 区間優勝 ジョシュア・ターリング（英語版）（第2ステージ・個人タイムトライアル）
- ダンケルク4日間レース 総合優勝 サミュエル・ワトソン（英語版）（第4ステージ優勝）
- アメリカ合衆国選手権 優勝 アルテム・シュミット（英語版）（個人タイムトライアル）
- イタリア選手権 優勝 フィリッポ・ガンナ（個人タイムトライアル）
- ノルウェー選手権 優勝 トビアス・フォス（英語版）（個人タイムトライアル）
- ルクセンブルク選手権 優勝 ボブ・ユンゲルス（個人タイムトライアル）
- カナダ選手権 優勝 マイケル・レナード（英語版）（個人タイムトライアル）
- イギリス選手権 優勝 サミュエル・ワトソン（英語版）（ロードレース）
- ツール・ド・フランス 区間優勝 テイメン・アレンスマン（英語版）（第14、19ステージ）
- ツール・ド・ポローニュ
  - ポイント賞 ベンジャミン・エリオット・ターナー（英語版）（第3ステージ優勝）
  - 区間優勝 ヴィクトル・ランジェロッティ（英語版）（第6ステージ）

## 2022年陣容
選手一覧
| 選手名                           | 国籍           | 生年月日               | 前年所属チーム                     |
| -------------------------------- | -------------- | ---------------------- | ---------------------------------- |
| アンドレイ・アマドール           | コスタリカ     | 1986年8月29日（38歳）  |                                    |
| エガン・ベルナル                 | コロンビア     | 1997年1月13日（28歳）  |                                    |
| リチャル・カラパス               | エクアドル     | 1993年5月29日（32歳）  |                                    |
| ジョナタン・カストロビエホ       | スペイン       | 1987年4月27日（38歳）  |                                    |
| ローレンス・デプルス             | ベルギー       | 1995年9月4日（29歳）   |                                    |
| エディ・ダンバー                 | アイルランド   | 1996年9月1日（28歳）   |                                    |
| オマール・フライレ               | スペイン       | 1990年7月17日（35歳）  | アスタナ・プレミアテック           |
| フィリッポ・ガンナ               | イタリア       | 1996年7月25日（29歳）  |                                    |
| テイオ・ゲイガンハート           | イギリス       | 1995年3月30日（30歳）  |                                    |
| イーサン・ヘイター               | イギリス       | 1998年9月18日（26歳）  |                                    |
| キム・ハイドゥック               | ドイツ         | 2000年3月3日（25歳）   | Team Lotto–Kern Haus               |
| ミハウ・クフィアトコフスキ       | ポーランド     | 1990年6月2日（35歳）   |                                    |
| ダニエル・フェリペ・マルティネス | コロンビア     | 1996年4月25日（29歳）  |                                    |
| ジョナタン・ナルバエス           | エクアドル     | 1997年3月4日（28歳）   |                                    |
| トム・ピドコック                 | イギリス       | 1999年7月30日（26歳）  |                                    |
| ルーカス・プラップ               | オーストラリア | 2000年12月25日（24歳） | Inform TM Insight Make             |
| リッチー・ポート                 | オーストラリア | 1985年1月30日（40歳）  |                                    |
| サルヴァトーレ・プッチョ         | イタリア       | 1989年8月31日（35歳）  |                                    |
| ブランドン・リベラ               | コロンビア     | 1996年3月21日（29歳）  |                                    |
| カルロス・ロドリゲス             | スペイン       | 2001年2月2日（24歳）   |                                    |
| ルーク・ロウ                     | イギリス       | 1990年3月10日（35歳）  |                                    |
| マグナス・シェフィールド         | アメリカ合衆国 | 2002年4月19日（23歳）  | Rally Cycling                      |
| パヴェル・シヴァコフ             | ロシア         | 1997年7月11日（28歳）  |                                    |
| ベン・スウィフト                 | イギリス       | 1987年11月5日（37歳）  |                                    |
| ゲラント・トーマス               | イギリス       | 1986年5月25日（39歳）  |                                    |
| ベン・タレット                   | イギリス       | 2001年8月26日（23歳）  | アルペシン・フェニックス           |
| ベン・ターナー                   | イギリス       | 1999年5月28日（26歳）  | Trinity Racing                     |
| ディラン・ファンバーレ           | オランダ       | 1992年5月21日（33歳）  |                                    |
| エリア・ヴィヴィアーニ           | イタリア       | 1989年2月7日（36歳）   | コフィディス・ソリュシオンクレディ |
| キャメロン・ワーフ               | オーストラリア | 1983年8月3日（42歳）   |                                    |
| アダム・イェーツ                 | イギリス       | 1992年8月7日（33歳）   |                                    |

## 歴代陣容
| 2021年陣容                       | 2021年陣容     | 2021年陣容             | 2021年陣容               |
| 選手名                           | 国籍           | 生年月日               | 前年所属チーム           |
| -------------------------------- | -------------- | ---------------------- | ------------------------ |
| アンドレイ・アマドール           | コスタリカ     | 1986年8月29日（38歳）  |                          |
| レオナルド・バッソ               | イタリア       | 1993年12月25日（31歳） |                          |
| エガン・ベルナル                 | コロンビア     | 1997年1月13日（28歳）  |                          |
| リチャル・カラパス               | エクアドル     | 1993年5月29日（32歳）  |                          |
| ジョナタン・カストロビエホ       | スペイン       | 1987年4月27日（38歳）  |                          |
| ローレンス・デプルス             | ベルギー       | 1995年9月4日（29歳）   | チーム・ユンボ・ヴィスマ |
| ローハン・デニス                 | オーストラリア | 1990年5月28日（35歳）  |                          |
| オウェイン・ドゥール             | イギリス       | 1993年5月2日（32歳）   |                          |
| エディ・ダンバー                 | アイルランド   | 1996年9月1日（28歳）   |                          |
| フィリッポ・ガンナ               | イタリア       | 1996年7月25日（29歳）  |                          |
| テイオ・ゲイガンハート           | イギリス       | 1995年3月30日（30歳）  |                          |
| ミハウ・ゴワシュ                 | ポーランド     | 1984年4月29日（41歳）  |                          |
| イーサン・ヘイター               | イギリス       | 1998年9月18日（26歳）  |                          |
| セバスティアン・エナオ           | コロンビア     | 1993年8月5日（32歳）   |                          |
| ミハウ・クフィアトコフスキ       | ポーランド     | 1990年6月2日（35歳）   |                          |
| ダニエル・フェリペ・マルティネス | コロンビア     | 1996年4月25日（29歳）  | EFプロサイクリング       |
| ジャンニ・モスコン               | イタリア       | 1994年4月20日（31歳）  |                          |
| ジョナタン・ナルバエス           | エクアドル     | 1997年3月4日（28歳）   |                          |
| トム・ピドコック                 | イギリス       | 1999年7月30日（26歳）  | Trinity Racing           |
| リッチー・ポート                 | オーストラリア | 1985年1月30日（40歳）  | トレック・セガフレード   |
| サルヴァトーレ・プッチョ         | イタリア       | 1989年8月31日（35歳）  |                          |
| ブランドン・リベラ               | コロンビア     | 1996年3月21日（29歳）  |                          |
| カルロス・ロドリゲス             | スペイン       | 2001年2月2日（24歳）   |                          |
| ルーク・ロウ                     | イギリス       | 1990年3月10日（35歳）  |                          |
| パヴェル・シヴァコフ             | ロシア         | 1997年7月11日（28歳）  |                          |
| イヴァン・ソーサ                 | コロンビア     | 1997年10月31日（27歳） |                          |
| ベン・スウィフト                 | イギリス       | 1987年11月5日（37歳）  |                          |
| ゲラント・トーマス               | イギリス       | 1986年5月25日（39歳）  |                          |
| ディラン・ファンバーレ           | オランダ       | 1992年5月21日（33歳）  |                          |
| キャメロン・ワーフ               | オーストラリア | 1983年8月3日（42歳）   |                          |
| アダム・イェーツ                 | イギリス       | 1992年8月7日（33歳）   | ミッチェルトン・スコット |

| 2020年陣容                 | 2020年陣容     | 2020年陣容             | 2020年陣容                 |
| 選手名                     | 国籍           | 生年月日               | 前年所属チーム             |
| -------------------------- | -------------- | ---------------------- | -------------------------- |
| アンドレイ・アマドール     | コスタリカ     | 1986年8月29日（38歳）  | モビスター・チーム         |
| レオナルド・バッソ         | イタリア       | 1993年12月25日（31歳） |                            |
| エガン・ベルナル           | コロンビア     | 1997年1月13日（28歳）  |                            |
| リチャル・カラパス         | エクアドル     | 1993年5月29日（32歳）  | モビスター・チーム         |
| ジョナタン・カストロビエホ | スペイン       | 1987年4月27日（38歳）  |                            |
| ローハン・デニス           | オーストラリア | 1990年5月28日（35歳）  | バーレーン・メリダ         |
| オウェイン・ドゥール       | イギリス       | 1993年5月2日（32歳）   |                            |
| エディ・ダンバー           | アイルランド   | 1996年9月1日（28歳）   |                            |
| クリストファー・フルーム   | イギリス       | 1985年5月20日（40歳）  |                            |
| フィリッポ・ガンナ         | イタリア       | 1996年7月25日（29歳）  |                            |
| テイオ・ゲイガンハート     | イギリス       | 1995年3月30日（30歳）  |                            |
| ミハウ・ゴワシュ           | ポーランド     | 1984年4月29日（41歳）  |                            |
| イーサン・ヘイター         | イギリス       | 1998年9月18日（26歳）  | VC Londres                 |
| セバスティアン・エナオ     | コロンビア     | 1993年8月5日（32歳）   |                            |
| クリスティアン・クネース   | ドイツ         | 1981年3月5日（44歳）   |                            |
| ミハウ・クフィアトコフスキ | ポーランド     | 1990年6月2日（35歳）   |                            |
| クリストファー・ローレス   | イギリス       | 1995年11月4日（29歳）  |                            |
| ジャンニ・モスコン         | イタリア       | 1994年4月20日（31歳）  |                            |
| ジョナタン・ナルバエス     | エクアドル     | 1997年3月4日（28歳）   |                            |
| ワウト・プルス             | オランダ       | 1987年10月1日（37歳）  |                            |
| サルヴァトーレ・プッチョ   | イタリア       | 1989年8月31日（35歳）  |                            |
| ブランドン・リベラ         | コロンビア     | 1996年3月21日（29歳）  | GW–Shimano                 |
| カルロス・ロドリゲス       | スペイン       | 2001年2月2日（24歳）   | Kometa Cycling Team Junior |
| ルーク・ロウ               | イギリス       | 1990年3月10日（35歳）  |                            |
| パヴェル・シヴァコフ       | ロシア         | 1997年7月11日（28歳）  |                            |
| イヴァン・ソーサ           | コロンビア     | 1997年10月31日（27歳） |                            |
| イアン・スタンナード       | イギリス       | 1987年5月25日（38歳）  |                            |
| ベン・スウィフト           | イギリス       | 1987年11月5日（37歳）  |                            |
| ゲラント・トーマス         | イギリス       | 1986年5月25日（39歳）  |                            |
| ディラン・ファンバーレ     | オランダ       | 1992年5月21日（33歳）  |                            |
| キャメロン・ワーフ         | オーストラリア | 1983年8月3日（42歳）   |                            |

| 2019年陣容                     | 2019年陣容   | 2019年陣容             | 2019年陣容                               |
| 選手名                         | 国籍         | 生年月日               | 前年所属チーム                           |
| ------------------------------ | ------------ | ---------------------- | ---------------------------------------- |
| レオナルド・バッソ             | イタリア     | 1993年12月25日（31歳） |                                          |
| エガン・ベルナル               | コロンビア   | 1997年1月13日（28歳）  |                                          |
| ホナタン・カストロビエホ       | スペイン     | 1987年4月27日（38歳）  |                                          |
| ダビド・デラクルス             | スペイン     | 1989年5月6日（36歳）   |                                          |
| オウェイン・ドゥル             | イギリス     | 1993年5月2日（32歳）   |                                          |
| エディ・ダンバー               | アイルランド | 1996年9月1日（28歳）   |                                          |
| ケニー・エリソンド             | フランス     | 1991年7月22日（34歳）  |                                          |
| クリス・フルーム               | イギリス     | 1985年5月20日（40歳）  |                                          |
| フィリッポ・ガンナ             | イタリア     | 1996年7月25日（29歳）  | UAEチーム・エミレーツ                    |
| タオ・ゲオゲガン・ハート       | イギリス     | 1995年3月30日（30歳）  |                                          |
| ミハウ・ゴワシュ               | ポーランド   | 1984年4月29日（41歳）  |                                          |
| クリストファー・ハルヴォルセン | ノルウェー   | 1996年4月13日（29歳）  |                                          |
| セバスティアン・エナオ・ゴメス | コロンビア   | 1993年8月5日（32歳）   |                                          |
| ヴァシル・キリエンカ           | ベラルーシ   | 1981年6月28日（44歳）  |                                          |
| クリスティアン・クネース       | ドイツ       | 1981年3月5日（44歳）   |                                          |
| ミハウ・クフャトコフスキ       | ポーランド   | 1990年6月2日（35歳）   |                                          |
| クリストファー・ローレス       | イギリス     | 1995年11月4日（29歳）  |                                          |
| ジャンニ・モスコン             | イタリア     | 1994年4月20日（31歳）  |                                          |
| ジョナタン・ナルバエス         | エクアドル   | 1997年3月4日（28歳）   | クイックステップ・フロアーズ             |
| ワウト・プルス                 | オランダ     | 1987年10月1日（37歳）  |                                          |
| サルヴァトーレ・プッチョ       | イタリア     | 1989年8月31日（35歳）  |                                          |
| ディエゴ・ローザ               | イタリア     | 1989年3月27日（36歳）  |                                          |
| ルーク・ロウ                   | イギリス     | 1990年3月10日（35歳）  |                                          |
| パヴェル・シヴァコフ           | ロシア       | 1997年7月11日（28歳）  |                                          |
| イヴァン・ソーサ               | コロンビア   | 1997年10月31日（27歳） | アンドローニ・ジョカットーリ・シデルメク |
| イアン・スタンナード           | イギリス     | 1987年5月25日（38歳）  |                                          |
| ベン・スウィフト               | イギリス     | 1987年11月5日（37歳）  | UAEチーム・エミレーツ                    |
| ゲラント・トーマス             | イギリス     | 1986年5月25日（39歳）  |                                          |
| ディラン・ファンバーレ         | オランダ     | 1992年5月21日（33歳）  |                                          |

| 2018年陣容                     | 2018年陣容   | 2018年陣容             | 2018年陣容                                 | 2018年陣容 |
| 選手名                         | 国籍         | 生年月日               | 前年所属チーム                             |            |
| ------------------------------ | ------------ | ---------------------- | ------------------------------------------ | ---------- |
| レオナルド・バッソ             | イタリア     | 1993年12月25日（31歳） | ジェネラルストア・ボットーリ・ザルディーニ |            |
| エガン・ベルナル               | コロンビア   | 1997年1月13日（28歳）  | アンドローニ・シデルメックボッテッキア     |            |
| ホナタン・カストロビエホ       | スペイン     | 1987年4月27日（38歳）  | モビスター・チーム                         |            |
| ダビド・デラクルス             | スペイン     | 1989年5月6日（36歳）   | クイックステップ・フロアーズ               |            |
| フィリップ・ダイグナン         | アイルランド | 1983年9月7日（41歳）   |                                            |            |
| ジョナサン・ディベン           | イギリス     | 1994年2月12日（31歳）  |                                            |            |
| オウェイン・ドゥル             | イギリス     | 1993年5月2日（32歳）   |                                            |            |
| ケニー・エリソンド             | フランス     | 1991年7月22日（34歳）  |                                            |            |
| クリス・フルーム               | イギリス     | 1985年5月20日（40歳）  |                                            |            |
| タオ・ゲオゲガン・ハート       | イギリス     | 1995年3月30日（30歳）  |                                            |            |
| ミハウ・ゴワシュ               | ポーランド   | 1984年4月29日（41歳）  |                                            |            |
| クリストファー・ハルヴォルセン | ノルウェー   | 1996年4月13日（29歳）  | ヨーケル・イコパル                         |            |
| セルヒオ・エナオ               | コロンビア   | 1987年12月10日（37歳） |                                            |            |
| セバスティアン・エナオ・ゴメス | コロンビア   | 1993年8月5日（32歳）   |                                            |            |
| ベニャト・インチャウスティ     | スペイン     | 1986年3月20日（39歳）  |                                            |            |
| ヴァシル・キリエンカ           | ベラルーシ   | 1981年6月28日（44歳）  |                                            |            |
| クリスティアン・クネース       | ドイツ       | 1981年3月5日（44歳）   |                                            |            |
| ミハウ・クフャトコフスキ       | ポーランド   | 1990年6月2日（35歳）   |                                            |            |
| クリストファー・ローレス       | イギリス     | 1995年11月4日（29歳）  | アクセオン・ヘーゲンズバーマン             |            |
| ダビ・ロペス・ガルシア         | スペイン     | 1981年5月13日（44歳）  |                                            |            |
| ジャンニ・モスコン             | イタリア     | 1994年4月20日（31歳）  |                                            |            |
| ワウト・プルス                 | オランダ     | 1987年10月1日（37歳）  |                                            |            |
| サルヴァトーレ・プッチョ       | イタリア     | 1989年8月31日（35歳）  |                                            |            |
| ディエゴ・ローザ               | イタリア     | 1989年3月27日（36歳）  |                                            |            |
| ルーク・ロウ                   | イギリス     | 1990年3月10日（35歳）  |                                            |            |
| パヴェル・シヴァコフ           | ロシア       | 1997年7月11日（28歳）  | BMCデヴェロップメントチーム                |            |
| イアン・スタンナード           | イギリス     | 1987年5月25日（38歳）  |                                            |            |
| ゲラント・トーマス             | イギリス     | 1986年5月25日（39歳）  |                                            |            |
| ディラン・ファンバーレ         | オランダ     | 1992年5月21日（33歳）  | キャノンデール・ドラパック                 |            |
| ウーカシュ・ヴィシニオフスキ   | ポーランド   | 1991年12月7日（33歳）  |                                            |            |

| 2017年陣容                       | 2017年陣容     | 2017年陣容             | 2017年陣容                     | 2017年陣容                   |
| 選手名                           | 国籍           | 生年月日               | 前年所属チーム                 | 翌年所属チーム               |
| -------------------------------- | -------------- | ---------------------- | ------------------------------ | ---------------------------- |
| イアン・ボスウェル               | アメリカ合衆国 | 1991年2月7日（34歳）   |                                | カチューシャ・アルペシン     |
| フィリップ・ダイグナン           | アイルランド   | 1983年9月7日（41歳）   |                                |                              |
| ジョナサン・ディベン             | イギリス       | 1994年2月12日（31歳）  | チーム・ウィギンス             |                              |
| オウェイン・ドゥル               | イギリス       | 1993年5月2日（32歳）   | チーム・ウィギンス             |                              |
| ケニー・エリソンド               | フランス       | 1991年7月22日（34歳）  | FDJ                            |                              |
| クリス・フルーム                 | イギリス       | 1985年5月2日（40歳）   |                                |                              |
| タオ・ゲオゲガン・ハート         | イギリス       | 1995年3月30日（30歳）  | アクシオン・ヘーゲンズバーマン |                              |
| ミハウ・ゴワシュ                 | ポーランド     | 1984年4月29日（41歳）  |                                |                              |
| セルジオルイス・エナオモントーヤ | コロンビア     | 1987年12月10日（37歳） |                                |                              |
| セバスティアン・エナオ・ゴメス   | コロンビア     | 1993年8月5日（32歳）   |                                |                              |
| ベニャト・インチャウスティ       | スペイン       | 1986年3月20日（39歳）  |                                |                              |
| ピーター・ケノー                 | イギリス       | 1989年6月15日（36歳）  |                                | ボーラ・ハンスグローエ       |
| ヴァシル・キリエンカ             | ベラルーシ     | 1981年6月28日（44歳）  |                                |                              |
| クリスティアン・クネース         | ドイツ         | 1981年3月5日（44歳）   |                                |                              |
| ミハウ・クフャトコフスキ         | ポーランド     | 1990年6月2日（35歳）   |                                |                              |
| ミケル・ランダ                   | スペイン       | 1989年12月13日（35歳） |                                | モビスター・チーム           |
| ダビ・ロペス・ガルシア           | スペイン       | 1981年5月13日（44歳）  |                                |                              |
| ジャンニ・モスコン               | イタリア       | 1994年4月20日（31歳）  |                                |                              |
| ミケル・ニエベ                   | スペイン       | 1984年5月26日（41歳）  |                                | オリカ・スコット             |
| ワウト・ポエルス                 | オランダ       | 1987年10月1日（37歳）  |                                |                              |
| サルヴァトーレ・プッチョ         | イタリア       | 1989年8月31日（35歳）  |                                |                              |
| ディエゴ・ローザ                 | イタリア       | 1989年3月27日（36歳）  | アスタナ・プロチーム           |                              |
| ルーク・ロウ                     | イギリス       | 1990年3月10日（35歳）  |                                |                              |
| イアン・スタンナード             | イギリス       | 1987年5月25日（38歳）  |                                |                              |
| ゲラント・トーマス               | イギリス       | 1986年5月25日（39歳）  |                                |                              |
| ダニー・ファン・ポッペル         | オランダ       | 1993年7月26日（32歳）  |                                | チーム・ロットNL・ユンボ     |
| エリア・ヴィヴィアーニ           | イタリア       | 1989年2月7日（36歳）   |                                | クイックステップ・フロアーズ |
| ウーカシュ・ヴィシニオフスキ     | ポーランド     | 1991年12月7日（33歳）  | エティックス・クイックステップ |                              |

| 2013年陣容                       | 2013年陣容     | 2013年陣容     | 2013年陣容                       |
| 選手名                           | 国籍           | 生年月日       | 前年所属チーム                   |
| -------------------------------- | -------------- | -------------- | -------------------------------- |
| エドヴァルド・ボアソン・ハーゲン | ノルウェー     | 1987年5月17日  |                                  |
| イアン・ボスウェル               | アメリカ合衆国 | 1991年2月7日   | ボントレガー・リブストロング     |
| ダリオ・カタルド                 | イタリア       | 1985年3月17日  | オメガファーマ・クイックステップ |
| ジョー・ドンブロウスキー         | アメリカ合衆国 | 1991年5月12日  | ボントレガー・リブストロング     |
| ジョシュ・エドモンソン           | イギリス       | 1992年7月6日   | コルパック                       |
| ベルンハルト・アイゼル           | オーストリア   | 1981年2月17日  |                                  |
| クリス・フルーム                 | イギリス       | 1985年5月20日  |                                  |
| マシュー・ヘイマン               | オーストラリア | 1978年4月20日  |                                  |
| セルヒオ・エナオ                 | コロンビア     | 1987年12月10日 |                                  |
| ピーター・ケノー                 | イギリス       | 1989年6月15日  |                                  |
| ヴァシル・キリエンカ             | ベラルーシ     | 1981年6月28日  | モビスター・チーム               |
| クリスティアン・クネース         | ドイツ         | 1981年3月5日   |                                  |
| ダビ・ロペス・ガルシア           | スペイン       | 1981年5月13日  | モビスター・チーム               |
| ダニー・ペイト                   | ベルギー       | 1979年3月24日  |                                  |
| リッチー・ポート                 | オーストラリア | 1985年1月30日  |                                  |
| サルヴァトーレ・プッチョ         | イタリア       | 1989年8月31日  |                                  |
| ガブリエル・ラッシュ             | ノルウェー     | 1976年4月8日   | FDJ・ビッグマット                |
| ルーク・ロウ                     | イギリス       | 1990年3月10日  |                                  |
| カンスタンツィン・シウツォウ     | ベラルーシ     | 1982年8月9日   |                                  |
| イアン・スタンナード             | イギリス       | 1987年5月25日  |                                  |
| クリス・サットン                 | オーストラリア | 1984年9月10日  |                                  |
| ベン・スウィフト                 | イギリス       | 1987年11月5日  |                                  |
| ジェライント・トーマス           | イギリス       | 1986年5月25日  |                                  |
| ジョナサン・ティエナンロック     | イギリス       | 1984年12月26日 |                                  |
| リゴベルト・ウラン               | コロンビア     | 1987年1月26日  |                                  |
| ブラッドリー・ウィギンス         | イギリス       | 1980年4月28日  |                                  |
| ハビエル・サンディオ             | スペイン       | 1977年3月17日  |                                  |

| 2012年陣容                       | 2012年陣容     | 2012年陣容     | 2012年陣容                                                            |
| 選手名                           | 国籍           | 生年月日       | 前年所属チーム                                                        |
| -------------------------------- | -------------- | -------------- | --------------------------------------------------------------------- |
| ダヴィデ・アッポッロニオ         | イタリア       | 1989年6月2日   |                                                                       |
| マイケル・バリー                 | カナダ         | 1975年12月18日 |                                                                       |
| エドヴァルド・ボアソン・ハーゲン | ノルウェー     | 1987年5月17日  |                                                                       |
| マーク・カヴェンディッシュ       | イギリス       | 1985年5月21日  | チーム・HTC - ハイロード                                              |
| アレックス・ダウセット           | イギリス       | 1988年10月3日  |                                                                       |
| ベルンハルト・アイゼル           | オーストリア   | 1981年2月17日  | チーム・HTC - ハイロード                                              |
| フアン・アントニオ・フレチャ     | スペイン       | 1977年9月17日  |                                                                       |
| クリス・フルーム                 | イギリス       | 1985年5月20日  |                                                                       |
| マシュー・ヘイマン               | オーストラリア | 1978年4月20日  |                                                                       |
| セルヒオ・エナオ                 | コロンビア     | 1987年12月10日 | ゴベルナシオーン・デ・アンティオキア - インデポルテス・アンティオキア |
| ピーター・クナウフ               | イギリス       | 1989年6月15日  |                                                                       |
| クリスティアン・クネース         | ドイツ         | 1981年3月5日   |                                                                       |
| トーマス・ルヴクヴィスト         | スウェーデン   | 1984年4月4日   |                                                                       |
| ラーシュ・ペター・ノードハウグ   | ノルウェー     | 1984年5月14日  |                                                                       |
| ダニー・ペイト                   | ベルギー       | 1979年3月24日  | チーム・HTC - ハイロード                                              |
| リッチー・ポート                 | オーストラリア | 1985年1月30日  | サクソバンク・サンガード                                              |
| サルヴァトーレ・プッチョ         | イタリア       | 1989年8月31日  | ホップラ - トラックス イタリア - ウェガ                               |
| マイケル・ロジャース             | オーストラリア | 1979年12月20日 |                                                                       |
| ルーク・ロウ                     | イギリス       | 1990年3月10日  | 100％・ミー                                                           |
| カンスタンツィン・シウツォウ     | ベラルーシ     | 1982年8月9日   | チーム・HTC - ハイロード                                              |
| イアン・スタンナード             | イギリス       | 1987年5月25日  |                                                                       |
| クリス・サットン                 | オーストラリア | 1984年9月10日  |                                                                       |
| ベン・スウィフト                 | イギリス       | 1987年11月5日  |                                                                       |
| ジェライント・トーマス           | イギリス       | 1986年5月25日  |                                                                       |
| リゴベルト・ウラン               | コロンビア     | 1987年1月26日  |                                                                       |
| ブラッドリー・ウィギンス         | イギリス       | 1980年4月28日  |                                                                       |
| シャビエル・サンディオ           | スペイン       | 1977年3月17日  |                                                                       |

| 2011年陣容                       | 2011年陣容       | 2011年陣容     | 2011年陣容                    |
| 選手名                           | 国籍             | 生年月日       | 前年所属チーム                |
| -------------------------------- | ---------------- | -------------- | ----------------------------- |
| ダヴィデ・アッポローニオ         | イタリア         | 1989年6月2日   | サーヴェロ・テストチーム      |
| クルトアスル・アルヴェセン       | ノルウェー       | 1975年2月9日   |                               |
| ジョンリー・オーガスティン       | 南アフリカ共和国 | 1986年8月10日  |                               |
| マイケル・バリー                 | カナダ           | 1975年12月18日 |                               |
| エドヴァルド・ボアソン・ハーゲン | ノルウェー       | 1987年5月17日  |                               |
| キェル・カールストレーム         | フィンランド     | 1976年10月18日 |                               |
| ダリオ・デーヴィッド・チオーニ   | イタリア         | 1974年12月2日  |                               |
| スティーヴン・カミングス         | イギリス         | 1981年3月19日  |                               |
| ラッセル・ダウニング             | イギリス         | 1978年8月23日  |                               |
| アレックス・ドーセット           | イギリス         | 1988年10月3日  | トレック・ライヴストロングU23 |
| フアン・アントニオ・フレチャ     | スペイン         | 1977年9月17日  |                               |
| クリス・フルーム                 | イギリス         | 1985年5月20日  |                               |
| サイモン・ジェラン               | オーストラリア   | 1980年5月16日  |                               |
| マシュー・ヘイマン               | オーストラリア   | 1978年4月20日  |                               |
| グレッグ・ヘンダーソン           | ニュージーランド | 1976年9月10日  |                               |
| ジェレミー・ハント               | イギリス         | 1974年3月13日  | サーヴェロ・テストチーム      |
| ピーター・クナウフ               | イギリス         | 1989年6月15日  |                               |
| クリスティアン・クネース         | ドイツ           | 1981年3月5日   | チーム・ミルラム              |
| トーマス・ロヴクヴィスト         | スウェーデン     | 1984年4月4日   |                               |
| ラース・ペッター・ノールダウグ   | ノルウェー       | 1984年5月14日  |                               |
| セルヘ・パウウェルス             | ベルギー         | 1983年11月21日 |                               |
| モッリス・ポッソーニ             | イタリア         | 1984年7月1日   |                               |
| マイケル・ロジャース             | オーストラリア   | 1979年12月20日 | チーム・HTC - コロンビア      |
| イアン・スタナード               | イギリス         | 1987年5月25日  |                               |
| クリス・サットン                 | オーストラリア   | 1984年9月10日  |                               |
| ベン・スウィフト                 | イギリス         | 1987年11月5日  |                               |
| ジェライント・トーマス           | イギリス         | 1986年5月25日  |                               |
| リゴベルト・ウラン               | コロンビア       | 1987年1月26日  | ケス・デパーニュ              |
| ブラッドリー・ウィギンス         | イギリス         | 1980年4月28日  |                               |
| シャビエル・サンディオ           | スペイン         | 1977年3月17日  | ケス・デパーニュ              |